# Thor Damen
Thor Damen was een medewerker van Radio Finland die de enige bekende opname van een privé-gesprek van Adolf Hitler heeft gemaakt.
De opname heeft hij in het geheim gemaakt tijdens het bezoek van Hitler aan baron Carl Gustaf Emil Mannerheim, de Maarschalk van Finland en later president van het land. Het bezoek vond plaats op 4 juni 1942. De ontmoeting tussen Hitler en Mannerheim vond in het hoogste geheim plaats bij een spoorwegstation bij Imatra, Zuidoost-Finland. De opname van het gesprek is uniek omdat Hitler nooit toestond dat anderen zonder zijn medeweten opnames van hem maakten.